# NGC 551
NGC 551 is een balkspiraalstelsel in het sterrenbeeld Andromeda. Het hemelobject ligt 216 miljoen lichtjaar van de Aarde verwijderd en werd op 21 september 1784 ontdekt door de Duits-Britse astronoom William Herschel.

## Synoniemen
- PGC 5450
- UGC 1034
- MCG 6-4-27
- ZWG 521.30
- IRAS01247+3655